# Dîner en blanc

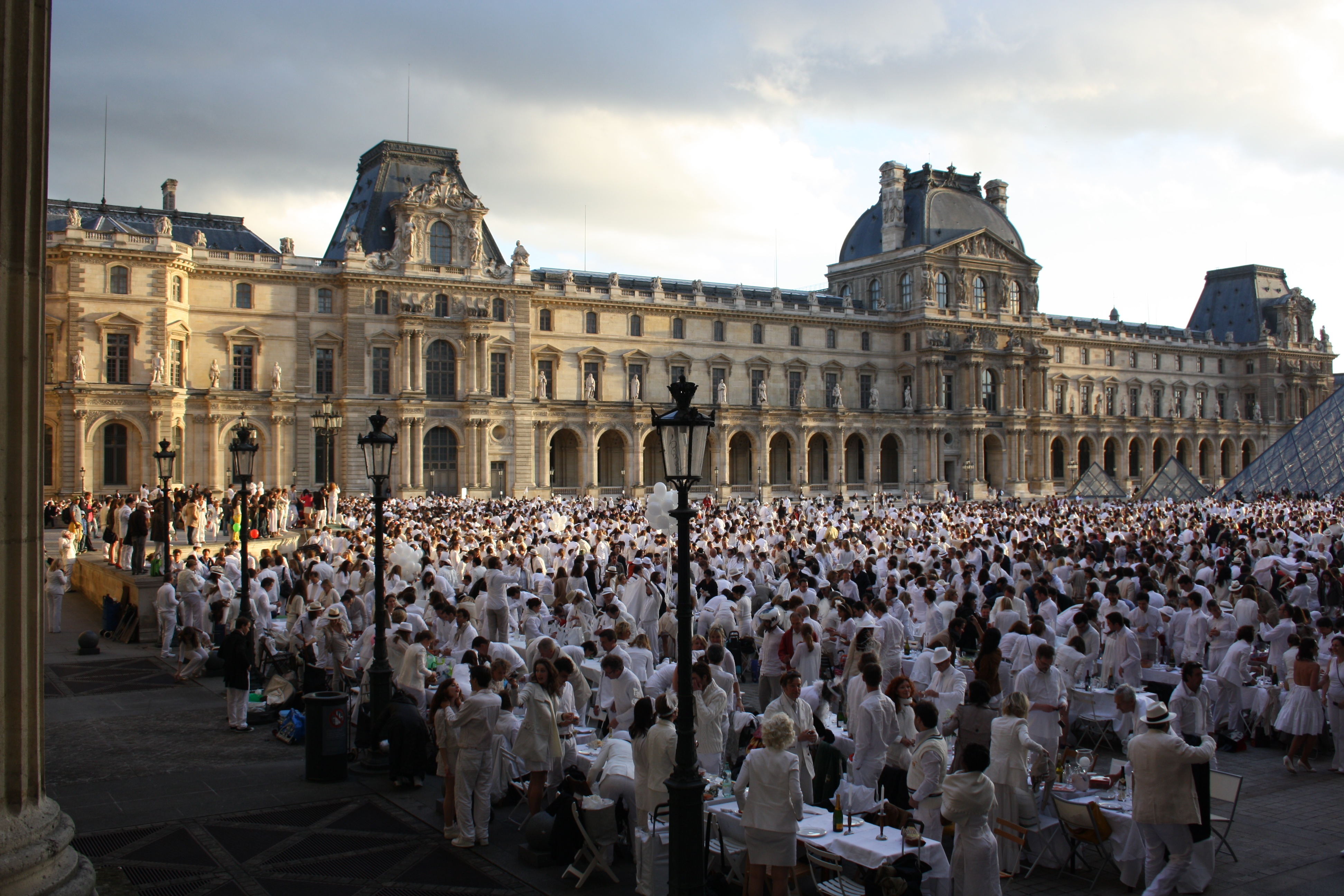
Dîner en blanc à Paris, 2013.

Le Dîner en blanc est un rassemblement pacifique de type flash mob qui prend place chaque année dans plusieurs villes du monde. Il se déroule au mois de juin à Paris, lieu historique de sa fondation, mais aussi, au fil des années, dans des villes telles que Barcelone, Londres, Berlin, Munich, Hambourg, Abidjan, Kigali, Montréal, Québec, New York, Washington, Boston, Chicago, Miami, Las Vegas, Saint-Domingue, Mexico, São Paulo, Canberra, Melbourne, Singapour, Shanghai, Tokyo, Taipei, Port-au-Prince, Kłodzko...

## Le Dîner en blanc de Paris
Le premier Dîner en blanc eut lieu en 1988 à l'initiative de François Pasquier, qui, de retour à Paris après un long séjour en Polynésie, invita plusieurs de ses amis à un pique-nique au bois de Boulogne en leur recommandant de s'habiller en blanc afin de pouvoir se reconnaître entre eux. Depuis cette date, l'événement se reproduit une fois par an, toujours dans un lieu à la fois public et prestigieux.
Les convives sont recrutés par cooptation. Ils sont prévenus au dernier moment, le plus souvent par téléphone ou par courriel, de l'endroit précis où ils se réuniront. Ils doivent être entièrement vêtus de blanc et apporter leur propre repas, leurs couverts, de la vaisselle précieuse, des chandeliers, ainsi qu'un siège (blanc, de préférence). Des tables sont dressées, garnies de nappes blanches. Après le repas, l'emplacement est remis en état par les participants.
Le dîner, qui se veut représentatif de l'art de vivre à la française, est volontiers perçu comme huppé ou chic par les médias. Il s'est tenu de 1988 à 1990 dans les jardins de Bagatelle mais, depuis 1991, en raison de l'augmentation du nombre de participants, il a pour décor l'un des lieux symboliques de la capitale : le pont des Arts (1991), le Champ-de-Mars (1993), la cour et la Pyramide du musée du Louvre (1994 et 2010), le jardin du Palais-Royal (2004 et 2015), les Invalides (2006 et 2018), la place Charles-de-Gaulle (2007), l'avenue des Champs-Élysées (2008), la place de la Concorde (2009 et 2019), le parvis de Notre-Dame de Paris et la Cour carrée du Louvre simultanément (2011),  les terrasses du palais de Chaillot, la place des Vosges (2012 et 2023), le pont de la Concorde et cinq autres ponts parisiens (2014), la place Vendôme (2016),, le parvis de l'Hôtel de ville (2017). À Paris, il rassemble chaque année entre 10 000 et 15 000 personnes. Il se déroule sans aucune autorisation, selon le principe du flash mob, mais bénéficie d'une exceptionnelle tolérance en raison de son mode d'organisation et de la discipline de ses participants.

## Le Dîner en blanc dans le monde

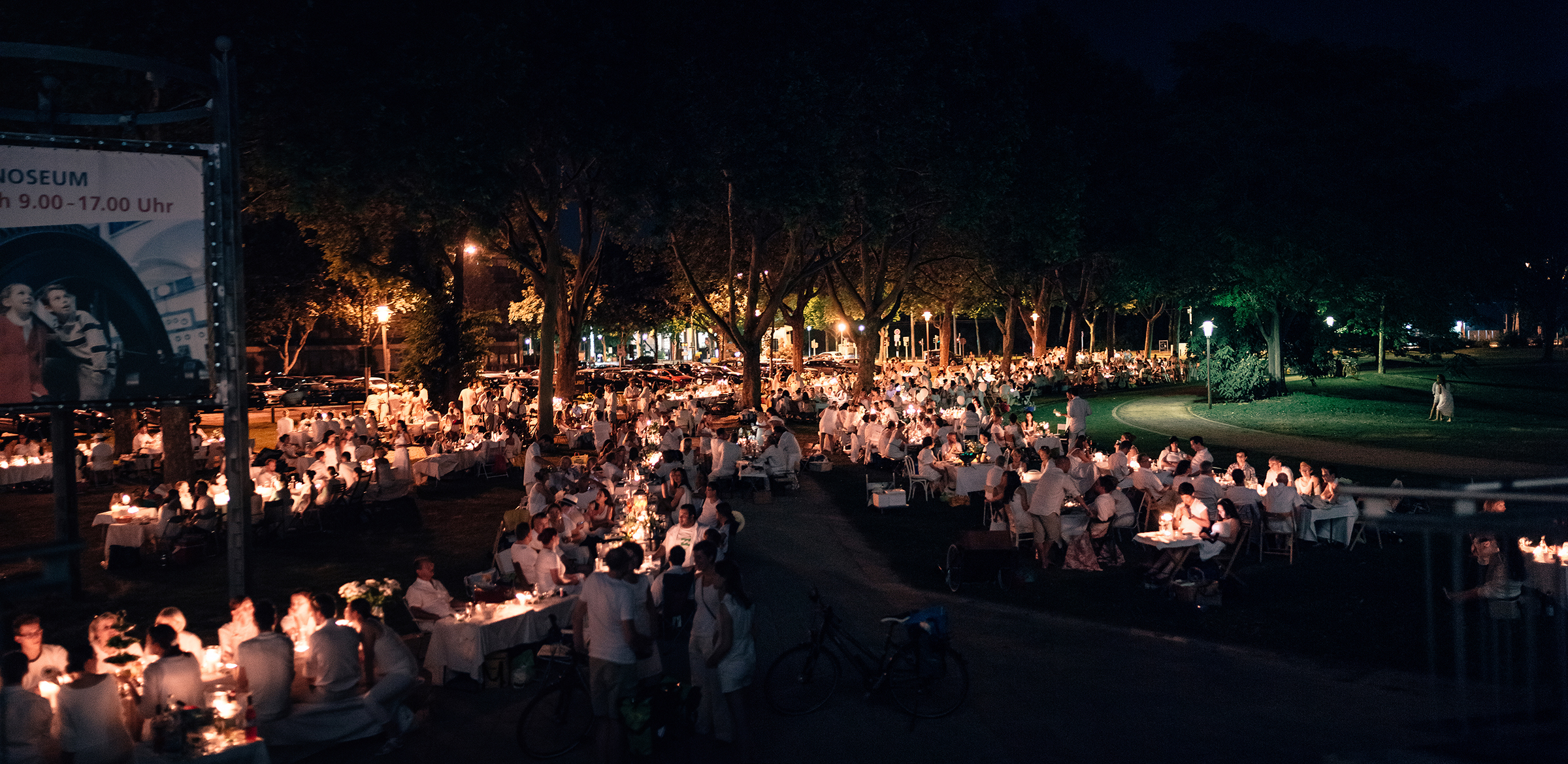
Dîner en blanc à Mannheim, juillet 2014.

Aymeric Pasquier, l'un des fils de François Pasquier, a lancé le Dîner en blanc de Montréal en 2009 et celui de New York en 2011. Aujourd'hui, cet événement concerne plus de soixante-dix villes sur les cinq continents et regroupe 120 000 membres.
Le « Dîner en blanc » est désormais une marque déposée à travers l'Organisation mondiale de la propriété intellectuelle dans la plupart des pays (Union européenne, Amérique du Nord, Brésil, Australie, Mexique, Chine et Russie) et la branche internationale, dont le siège est basé à Montréal, a été créée en 2011 par Aymeric Pasquier et Sandy Safi.

## Inspirations
De 2004 à 2013, les propriétaires du château de Bourron, en Seine-et-Marne, suivirent le même principe et organisèrent tous les mois de juin un dîner en blanc qui accueillit jusqu'à 2 000 convives.